# Isaac van Amburgh

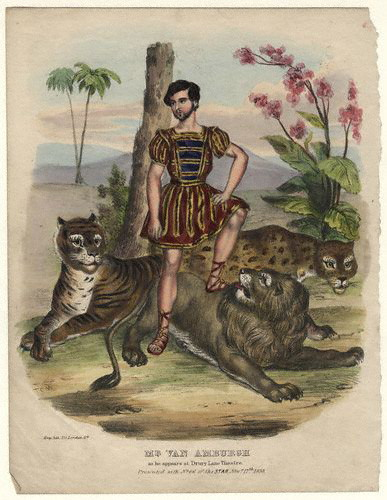
Isaac Amburgh, ca 1838

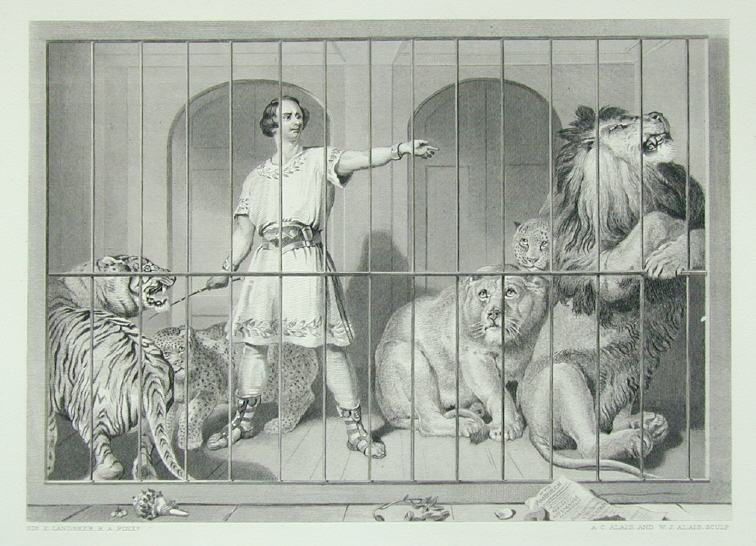
Isaac Amburgh, målning ca 1847

Isaac A. Van Amburgh, född 26 maj 1808 i Fishkill New York, död 29 november 1865 i Philadelphia Pennsylvania, var en berömd amerikansk cirkusartist och djurtämjare i mitten på 1800-talet. Amburgh var den förste person i modern tid att framföra ett cirkusnummer där han stoppade huvudet i gapet på vilddjur.

## Biografi
Amburgh började vid cirkusen kring 1829.
Han debuterade hösten 1833 vid Richmond Hill Theatre i New York, vintern 1833 framförde han det första rovdjursföreställning i Nordamerika med en föreställning vid Bowery Theatre i New York (den första affischen är daterad 8 januari 1834). Detta nummer omfattade 1 lejon, 1 tiger, 1 leopard och 1 panter och innehöll ett moment där han stoppade armen och huvudet i gapet på lejonet. I ett annat moment låg ett lamm och ett lejon fridfulla bredvid varandra. Amburgh arbetade vid Bowery Theatre till juli 1838 då han inledde en turné i Europa, han stannade i Europa till 1845.
Den 27 aug 1838 debuterade Amburgh vid Astley’s Amphitheatre i London, senare flyttades föreställningen till Drury Lane Theatre. Bland åskådarna här fanns drottning Victoria, Victoria besökte föreställningen flera gånger och blev så imponerad att hon uppdragade konstnären Edwin Landseer att måla ett porträtt över lejontämjaren och hans djur. Amburgh turnerade även i andra europeiska städer.
Kring 1853 drog Amburgh sig tillbaka från cirkuslivet, han dog 1865 i Philadelphia i en hjärtattack och begravdes på Saint Georges Cemetery i Newburgh New York State.